# مرزة باهتة

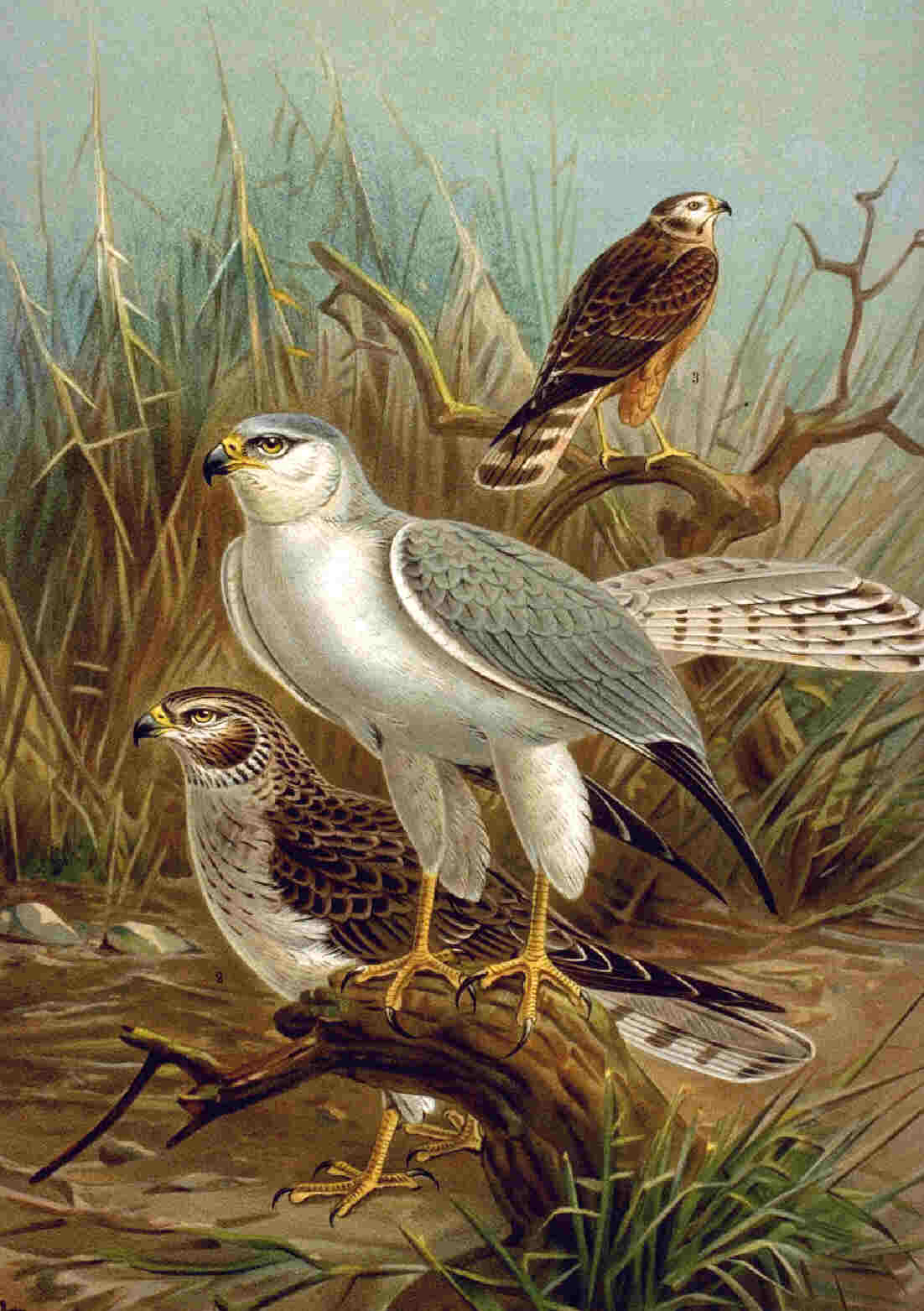

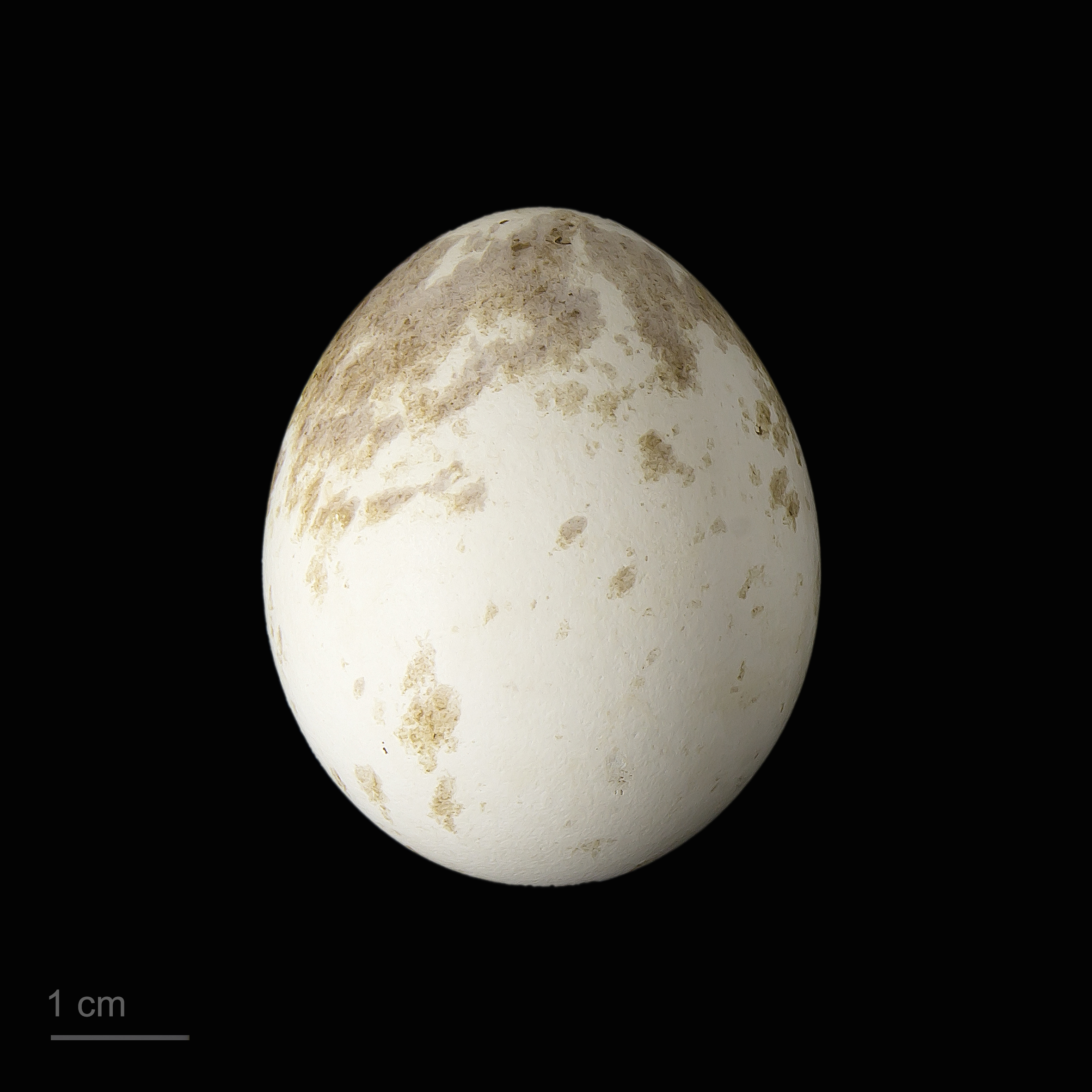
Circus macrourus

مرزة باهتة تسمى أيضا مرزة بغثاء أو الأبغث مؤنثة بغثاء (الاسم العلمي: Circus macrourus) (بالإنجليزية: Pallid Harrier)، هو طائر جارح ينتمي إلى البازية (فصيلة: Accipitridae)، و يتكاثر في أجزاء أوروبا الجنوبية و وسط آسيا ويقضي الشتاء في الهند وجنوب آسيا، وتوجد بعض الأعداد الشاردة في بريطانيا وغرب أوروبا .